# Adult Swim Games
Adult Swim Games (estilizado como adult swim games; anteriormente Williams Street Games) é a divisão de publicação de jogos eletrônicos da Adult Swim, uma marca do The Cartoon Network, Inc..
Embora a Adult Swim publicasse jogos desde 2005, principalmente com base em suas franquias internas, ela se tornou uma editora oficial de jogos indie originais em 2011. A divisão de publicação foi elogiada pelos críticos pela originalidade e qualidade de seus jogos.

## História

### História inicial (2005–2010)
A Adult Swim fez uma parceria com a Midway Games em 2005 para iniciar o desenvolvimento de jogos eletrônicos baseados em Aqua Teen Hunger Force, Space Ghost Coast to Coast, The Brak Show e Sealab 2021. O jogo baseado em Aqua Teen Hunger Force, Aqua Teen Hunger Force Zombie Ninja Pro-Am foi lançado em 5 de novembro de 2007, para PlayStation 2. O jogo é um jogo de golfe com níveis de luta e corrida. Um jogo eletrônico baseado em Harvey Birdman: Attorney at Law foi lançado pela Capcom para PlayStation 2, PlayStation Portable e Wii em 8 de janeiro de 2008.
Vários jogos de terceiros baseados em Flash, tais como Robot Unicorn Attack e a série Five Minutes to Kill (Yourself), já estiveram disponíveis para jogo gratuito no site Adult Swim, mas foram removidos do site em 2020, devido à descontinuação do Flash Player. O Adult Swim também publicou uma série de jogos para iPhone, iPad e Android, incluindo Robot Unicorn Attack 1 & 2, Amateur Surgeon, Five Minutes to Kill (Yourself): Wedding Day, e Pocket Mortys.
Em dezembro de 2012, a Valve anunciou trajes para o jogo de tiro em primeira pessoa online Team Fortress 2, baseado nos personagens do Adult Swim. O jogo eletrônico Saints Row: The Third apresenta uma estação de rádio no jogo que pode ser ouvida na maioria dos veículos, intitulada "WDDT CPDG The Swim", que embaralha uma coleção de músicas que foram apresentadas em programas do Adult Swim e foi apresentada por Jon do programa Delocated do Adult Swim. O jogo eletrônico Poker Night 2 tem Brock Samson, do The Venture Bros., como personagem principal.

### Adult Swim Games (2011–presente)
Em 2011, o Adult Swim contratou Steve Gee para comandar sua divisão de jogos, em um esforço para encontrar conteúdo original que se encaixasse na marca do Adult Swim - descrito como "humor bizarro e absurdo". Esse esforço foi inspirado pelo sucesso financeiro de jogos para dispositivos móveis anteriores, como Robot Unicorn Attack e Amateur Surgeon. A publicadora começou a procurar novos jogos independentes para fazer parcerias e publicar, em um esforço para fornecer uma plataforma para jogos independentes.
Em 15 de fevereiro de 2013, a Adult Swim publicou Super House of Dead Ninjas no Steam sob seu selo de publicação Adult Swim Games. A Adult Swim Games continuou a publicar jogos indie selecionados no Steam, incluindo Super Puzzle Platformer Deluxe, Völgarr the Viking, Kingsway, Rain World, Jazzpunk e Duck Game.
Em 22 de maio de 2018, a Adult Swim adquiriu seu primeiro desenvolvedor de videogame, Big Pixel Studios, o estúdio de desenvolvimento por trás do Pocket Mortys. O estúdio fecharia no final de 2020 após a decisão da WarnerMedia de reestruturar a divisão.
Em 2020, o Adult Swim lançou Samurai Jack: Battle Through Time, que deveria servir como uma conclusão para a série.
Em 2022, o Adult Swim perdeu os direitos de Rain World para a Videocult após prolongadas disputas legais, com a Akupara Games publicando-o.
Em 2024, foi anunciado pelo desenvolvedor de Small Radios Big Televisions que o jogo seria removido de todas as lojas devido a "mudanças internas de negócios". A empresa controladora Warner Bros. anunciou ainda planos de retirar mais jogos do Adult Swim das lojas online no final de 2024. No entanto, em maio de 2024, pelo menos dois jogos do selo Adult Swim Games, Small Radios Big Television e Duck Game, declararam que a Warner Bros. estava devolvendo os direitos de publicação aos desenvolvedores e permitindo que eles continuassem a distribuir o jogo nas lojas.

## Lista de jogos publicados (seleção)
| Ano  | Nome                                       | Notas                                                  |
| ---- | ------------------------------------------ | ------------------------------------------------------ |
| 2004 | InuYasha: Demon Tournament                 |                                                        |
| 2005 | Fullmetal Alchemist: Iron & Flame          |                                                        |
| 2007 | Aqua Teen Hunger Force Zombie Ninja Pro-Am |                                                        |
| 2007 | Bible Fight                                |                                                        |
| 2008 | Harvey Birdman: Attorney at Law            |                                                        |
| 2008 | Amateur Surgeon 2                          |                                                        |
| 2009 | Pizza City                                 | Também desenvolvedor                                   |
| 2009 | 5 Minutes to Kill Yourself                 | Também desenvolvedor                                   |
| 2010 | Robot Unicorn Attack                       |                                                        |
| 2010 | Give Up, Robot                             |                                                        |
| 2010 | Give Up Robot 2                            |                                                        |
| 2011 | Major Mayhem                               |                                                        |
| 2011 | Lee-Lee's Quest                            | Também desenvolvedor                                   |
| 2011 | Monsters Ate My Condo                      |                                                        |
| 2011 | Snoticles                                  |                                                        |
| 2012 | Girls Like Robots                          |                                                        |
| 2012 | Super Mole Escape                          |                                                        |
| 2012 | Burrito Bison Revenge                      |                                                        |
| 2013 | Super House of Dead Ninjas                 |                                                        |
| 2013 | Super Puzzle Platformer Deluxe             |                                                        |
| 2013 | Fist Puncher                               |                                                        |
| 2013 | Amateur Surgeon 3: Tag Team Trauma         |                                                        |
| 2013 | Volgarr the Viking                         |                                                        |
| 2013 | Soundodger+                                |                                                        |
| 2013 | Westerado                                  |                                                        |
| 2014 | Castle Doombad                             |                                                        |
| 2014 | Jazzpunk                                   |                                                        |
| 2014 | Duck Game                                  | Deveres de publicação movidos para CORPTRON GAMES CORP |
| 2014 | Mega Coin Squad                            |                                                        |
| 2014 | Lesbian Spider-Queens of Mars              |                                                        |
| 2014 | Bionic Chainsaw Pogo Gorilla               | Também desenvolvedor                                   |
| 2015 | Robot Unicorn Attack Evolution             |                                                        |
| 2015 | Westerado: Double Barreled                 |                                                        |
| 2015 | Zenzizenzic                                | Também desenvolvedor                                   |
| 2015 | Oblitus                                    | Também desenvolvedor                                   |
| 2015 | Traverser                                  |                                                        |
| 2016 | Pocket Mortys                              |                                                        |
| 2016 | Peter Panic                                | Também desenvolvedor                                   |
| 2016 | Wasted                                     | Também desenvolvedor                                   |
| 2016 | Headlander                                 |                                                        |
| 2016 | Small Radios Big Televisions               |                                                        |
| 2016 | Glittermitten Grove                        |                                                        |
| 2016 | Frog Fractions 2                           |                                                        |
| 2016 | Lee-Lee's Quest 2                          |                                                        |
| 2017 | Rise & Shine                               |                                                        |
| 2017 | Desync                                     |                                                        |
| 2017 | Rain World                                 | Deveres de publicação movidos para Akupara Games       |
| 2017 | Rick and Morty: Virtual Rick-ality         |                                                        |
| 2017 | Kingsway                                   | Deveres de publicação movidos para Andrew Morrish      |
| 2017 | Battle Chef Brigade                        |                                                        |
| 2018 | Pool Panic                                 |                                                        |
| 2018 | Death's Gambit                             |                                                        |
| 2020 | Samurai Jack: Battle Through Time          |                                                        |
| 2020 | Ray's The Dead                             | Ajudou a financiar o jogo.                             |
| 2024 | Ninja Kamui: Shinobi Origins               |                                                        |